# Канторович, Григорий Гельмутович
Григорий Гельмутович Канторович (род. 5 января 1948, Москва) — российский учёный, кандидат физико-математических наук, профессор. Заведующий кафедрой математической экономики и эконометрики и проректор по довузовской подготовке Высшей школы экономики. Член редакционной коллегии журнала «Прикладная эконометрика».

## Биография
В 1971 году с отличием закончил Московский физико-технический институт, факультет управления и прикладной математики, по специальности инженер-физик. В 1974 году стал кандидатом физико-математических наук (теория автоматического регулирования и управления).
В 1974—1980 годах работал старшим научным сотрудником ЦНИИ Бумаги, в 1980—1991 годах — старший научный сотрудник, заведующий сектором, отделом НИИ по ценообразованию.
С 1992 года читает лекции по математической экономике для будущих преподавателей ВШЭ. С 1993 года проректор по довузовской подготовке, профессор Высшей Школы Экономики. Читает курс математической экономики для магистров ВШЭ.
В 1994—1997 годах — эксперт в Российско-Европейской экспертной группе и Экономической экспертной группе при Министерстве финансов РФ.
В 1994—1999 годах читает курсы лекций по математике, математической экономике, эконометрике, анализу временных рядов для студентов бакалавриата и магистратуры Высшей Школы Экономики. С 1997 года — лекции и семинары на английском языке в Международном институте экономики и финансов по дисциплинам: Calculus, Quantitative Methods, Mathematics for Economists. С 1999 года начинает читать лекции по эконометрике и анализу временных рядов для студентов МФТИ, а с 2001 года — и для студентов ВШЭ.